# Kuchenbach
Kuchenbach ist ein zur Stadt Hennef (Sieg) gehörender Wohnplatz, der heute dem Hennefer Ortsteil Lanzenbach zugeordnet ist.

## Lage
Der Einzelhof liegt in einer Höhe von 100 Metern über N.N. im Hanfbachtal, aber noch im Naturpark Bergisches Land. Nachbarorte sind Rütsch im Südosten und Lanzenbach im Nordwesten.

## Geschichte
1830 lebten in Kuchenbach elf Einwohner. 1910 gab es in Kuchenbach die Haushalte Ackerer Heinrich und Franz Koch.
In Kuchenbach war eine Haltestelle der Bröltalbahn, die von 1892 bis 1956 von Hennef nach Asbach im Westerwald führte.
Bis zum 1. August 1969 gehörte Kuchenbach zur Gemeinde Uckerath, im Rahmen der kommunalen Neugliederung des Raumes Bonn wurde Uckerath, damit auch der Ort Kuchenbach, der damals neuen amtsfreien Gemeinde „Hennef (Sieg)“ zugeordnet.